# Boels Rental

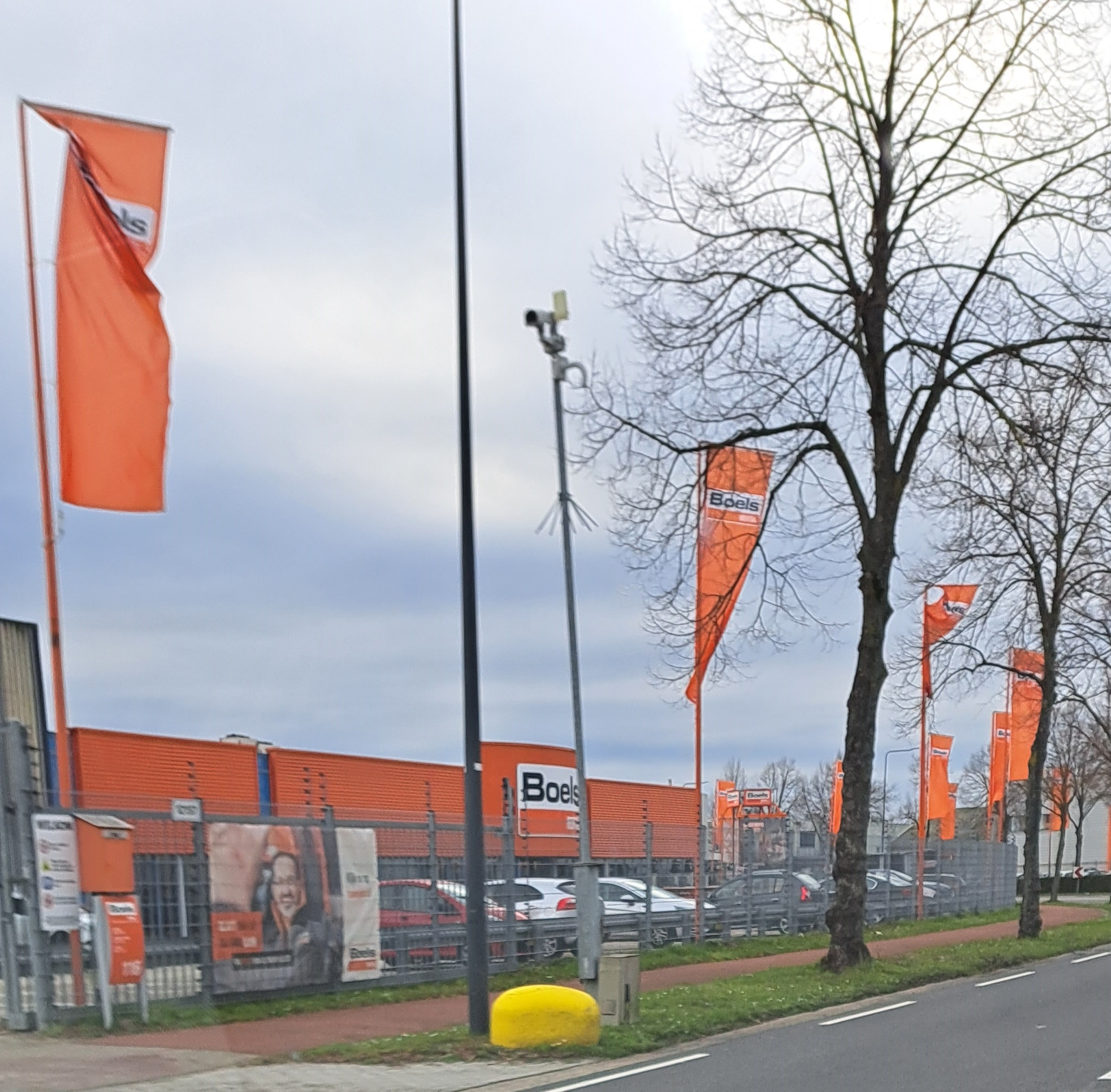
Boels in Sittard

Boels Rental ([buːls]) ist ein Unternehmen mit Hauptsitz im niederländischen Sittard, welches mit über 817 Standorten weltweit, und mit einem Fuhrpark von über 865.000 Maschinen, für Privat- und Gewerbekunden. Zudem werden Produkte für den Eventbereich angeboten. Boels ist in 27 Ländern tätig und beschäftigt über 8400 Mitarbeiter.
Der deutsche Firmensitz – Boels Rental Germany GmbH – befindet sich in Feldkirchen.

## Geschichte
1977 gründete Pierre Boels senior die Pierre Boels BV als Werkzeugverleih in den Niederlanden. 1981 entstand Boels Partyverhuur und Boels Containerverleih. 1992 expandierte Boels nach Deutschland. Im Jahr 1993 kam als weiteres größeres Geschäftsfeld Boels Portable Kitchens hinzu. 1996 wurde Pierre Boels Junior CEO und übernahm das Familienunternehmen seines Vaters. Seit 1998 werden Arbeitsbühnen angeboten. Im Jahr 2012 wurde der Konzern in Boels Rental umbenannt. Ebenfalls 2012 übernahm Boels in Deutschland die Firmen Baurent und Technorent. Als größte Firmenübernahme in der Geschichte von Boels, erfolgte 2020 die Übernahme der skandinavischen Firma Cramo. Diese wurde in mehreren Ländern (u. a. Deutschland) vollständig zu Boels Rental umbenannt, während im skandinavischen Raum der Name Cramo aus strategischen Gründen beibehalten wurde.
In den Jahren danach wurde der Expansionskurs durch weitere Firmenübernahmen fortgesetzt. Im ersten Quartal 2024 konnte Boels eine weitere größere Übernahme für sich entscheiden. Die Übernahme des Arbeitsbühnen-Vermieters Riwal wurde Anfang März bekanntgegeben.
2024 sicherte sich Boels ein Darlehen über 100 Millionen Euro von der Europäischen Investitionsbank für die Elektrifizierung der Mietflotte.